# 萬歲 (日本傳統藝能)

19世紀的「萬歲」。前为找碴者，后为捧哏

萬歲（日语：萬歳），又寫為（まんざい），一種日本傳統藝能，起源於平安時代，在新年正月時舉行，由一群人在一起說吉祥話，表演歌舞與搞笑，是漫才的前身。在日本各地有不同的表演形式與傳統，通常會冠上地名作為區分。

## 歷史
萬歲的前身為奈良時代的踏歌。作為宮庭雅樂，用以祝賀君主長壽，又稱千秋萬歲，簡稱萬歲。在平安時代，這種表演方式正式形成。